# Ilona Sztankó
Ilona Sztankó, coniugata Lőrinczné (... – 13 marzo 1994), è stata una cestista ungherese.

## Carriera
Con l'Ungheria ha disputato i Campionati europei del 1950.